# Терентьев, Владимир Петрович
Владимир Петрович Терентьев (2 апреля 1946, Дрезден — 24 октября 2023, Ростов-на-Дону) — профессор, доктор медицинских наук. Главный терапевт ЮФО. Член Европейского общества интернистов, вице-президент Российского научно-медицинского общества терапевтов. Заслуженный врач Российской Федерации. Лауреат премии имени Ломоносова и Национальной премии в области кардиологии «Пурпурное сердце». Награжден орденом Гиппократа и орденом Е. М. Тареева «За многолетний труд на благо медицины, вклад в развитие Российской науки и активную деятельность в РНМОТ». Заведующий кафедрой внутренних болезней № 1 Ростовского государственного медицинского университета.

## Биография
Владимир Терентьев родился 2 апреля 1946 года в Дрездене. Для получения высшего образования поступил в Ростовский Государственный медицинский институт. Ученик профессора Антонины Георгиевны Пономаревой. В 1969 году стал выпускником Ростовского государственного медицинского института.
После окончания учёбы, работал врачом-терапевтом в Пролетарской районной больнице Ростовской области.
В 1973 году Владимир Терентьев поступил в клиническую ординатуру на кафедру госпитальной терапии Ростовского мединститута. Защитил кандидатскую диссертацию в 1980 году.
В период с 1980 по 1994 год Владимир Терентьев был главным кардиологом Дона. В 1994 году стал главным терапевтом Министерства здравоохранения Ростовской области. Состоял в Международном кардиологическом обществе и в Правлении Ростовского научного общества кардиологов. Был председателем Ростовского областного научного общества терапевтов и президентом Ассоциации кардиологов Дона.
В июле 1993 года назначен заведующим кафедрой внутренних болезней Ростовского государственного медицинского университета.
Автор 300 научных работ и 8 монографий. В этом же году был избран на должность председателя Ростовского областного научно-медицинского общества терапевтов.
Под руководством профессора В. П. Терентьева было подготовлено 42 кандидата медицинских наук и 5 докторов медицинских наук. Среди его учеников: А. Д. Багмет, С. В. Шлык, Н. И. Волкова, М. М. Батюшин.
В 2005 году стал лауреатом премии имени Ломоносова.
В 2006 году Владимиру Терентьеву присвоили звание «Заслуженного врача Российской Федерации». В 2010 году стал обладателем премии в области кардиологии «Пурпурное сердце», награжден орденом Гиппократа. В 2010 году награждён орденом Е. М. Тареева «За многолетний труд на благо медицины, вклад в развитие Российской науки и активную деятельность в РНМОТ». В 2011 году получил Благодарность Комитета Совета Федерации по социальной политике и здравоохранению.
Инициатор создание музея по истории медицины при кафедре внутренних болезней № 1 Ростовского государственного медицинского института.
Скончался 24 октября 2023 года на 78-м году жизни после тяжёлой продолжительной болезни.